# Carlo Santuccione
Carlo Santuccione (Cepagatti, 23 de octubre de 1947 - Pescara, 4 de marzo de 2017) fue un médico italiano especializado en medicina deportiva. Es también conocido como Alí el Químico.

## Carrera
Fue discípulo del profesor Francesco Conconi en el Centro Studi Biomedici Apllicati Allo Sport de la Universidad de Ferrara durante la década de 1990. Conconi, también mentor de los doctores Michele Ferrari y Luigi Cecchini entre otros, es considerado el introductor de la EPO en el ciclismo.
Entre 1995-2000 estuvo suspendido sin poder ejercer la medicina por orden del CONI. Su nombre apareció en las investigaciones en torno al profesor Conconi realizadas a finales de esa década, y el propio Santuccione fue objeto de mayores investigaciones en 2001.
En 2004, en el marco de la operación antidopaje conocida como Oil for Drugs efectuada en 29 provincias italianas, Santuccione fue acusado de ser el cabecilla de la red. Durante la investigación se descubrieron sustancias dopantes como la testosterona, EPO y Aranesp (darbepoetina alfa), así como diverso material para realizar hemotransfusiones. El caso implicó a 138 deportistas. El 18 de diciembre de 2007 el CONI anunció que Santuccione era suspendido de por vida por su implicación en la trama. 
En el Tour de Francia 2008 se produjo el positivo por CERA (una sustancia similar a la EPO que se creía indetectable) del ciclista Riccardo Riccò, quien en su declaración ante el CONI señaló que quien se la había facilitado había sido el doctor Santuccione.